# Junzaburō Nishiwaki
Junzaburō Nishiwaki (西脇 順三郎, Nishiwaki Junzaburō, 20 janvier 1894 – 5 juin 1982) est un critique littéraire et poète japonais de l'ère Shōwa, tourné vers le modernisme, le dadaïsme et le surréalisme. Il est également un peintre réputé d'aquarelles.

## Jeunesse
Nishiwaki naît dans un village qui fait à présent partie de la ville d'Ojiya dans la préfecture de Niigata où son père est banquier. Il s'installe à Tokyo avec l'intention de devenir peintre et étudie auprès de Fujishima Takeji et Kuroda Seiki mais doit renoncer à une carrière artistique en raison de la mort soudaine de son père. Il s'inscrit à la place au département d'études économiques de l'université Keiō, et étudie également le latin, l'anglais, le grec et l'allemand. Étudiant, il fait déjà la preuve de capacités linguistiques extraordinaires et rédige sa thèse entièrement en latin. À cette époque, il est attiré par les travaux d'Arthur Symons et Walter Pater, ainsi que par les œuvres d'art du symbolisme français.

## Carrière littéraire
Nishiwaki s'intéresse à la poésie alors qu'il est étudiant à l'université Keiō et fait paraître des vers dans le magazine étudiant Shonen Sekai. Il commence également à écrire de la poésie en anglais. Nishiwaki exprime son aversion pour le romantisme et les modes subjectifs qui dominent alors la poésie japonaise moderne.
Après avoir terminé ses études, il est engagé en avril 1917 par le quotidien Japan Times, mais le quitte quelques mois plus tard à la suite d'un conflit relatif à la gestion. Il trouve ensuite un emploi à la Banque du Japon en mars 1918, mais est contraint de démissionner en raison de sa mauvaise santé. Grâce à l'intervention d'un ami, il est ensuite intégré au Ministère des Affaires étrangères en juin 1919. Nishiwaki accepte ensuite un poste d'enseignant à l'Université Keiō en avril 1920 tout en continuant à confier des vers en anglais à diverses revues et à éditer des magazines de poésie de son côté.
En 1922, Nishiwaki décide qu'il veut étudier en Angleterre et embarque à bord du paquebot Kitano Maru à Kobe. Cependant, il  arrive trop tard pour être admis dans une université et passe un an à Londres à son aise. Cela lui donne l'occasion de fréquenter les dirigeants du mouvement littéraire moderniste, dont John Collier et Sherard Vines. Il réside à l'hôtel Rowland à Kensington en 1923, et visite l'Écosse en juillet. Il est finalement admis au New College de l'Université d'Oxford en mai 1924, s'inscrit en auditeur libre et voyage en France et en Suisse dans son temps libre. Durant son séjour à Oxford au cours des trois années qui suivent, il fait connaissance avec la littérature moderniste et les œuvres de James Joyce, Ezra Pound et T. S. Eliot. Il est également fasciné par Charles Baudelaire et les développements du surréalisme français, et tente même de composer quelques ouvrages en français. Son premier recueil de poèmes, Spectrum (1925), est écrit en anglais et publié à Londres à ses propres frais. En Angleterre, Nishiwaki épouse Marjorie Biddle en 1924, mais en divorce en 1932. Il se remarie avec Saeko Kuwayama en 1932, dont il a un fils.
De retour au Japon en 1926, Nishiwaki accepte un emploi de professeur à la faculté de lettres de l'Université Keiō et enseigne l'histoire de la littérature anglaise, ainsi que toute une série de cours de linguistique. Il continue cependant d'écrire pour son compte et est particulièrement inspiré par la poésie de Sakutarō Hagiwara qu'il salue comme un grand poète de l'ère Taishō. Nishiwaki expérimente de nouvelles techniques et commence à écrire pour la première fois des poèmes en japonais. En 1927, il publie la première revue de poésie surréaliste du Japon, Fukuiku Taru Kafu Yo. L'année suivante, avec des collaborateurs tels que Fuyue Anzai, il sort un autre nouveau magazine Shi to Shiron (« Poésie et théorie de la poésie ») et devient un chef de file du nouveau mouvement de la poésie contemporaine. En 1933, il publie Ambarvalia, recueil qui rassemble ses expériences et efforts antérieurs d'écrire de la poésie en japonais; Mais Nishiwaki cesse soudainement de publier après le déclenchement de la seconde guerre sino-japonaise en 1937, et annonce qu'il va se concentrer sur la recherche des classiques et de la littérature ancienne. Il fait partie des 14 poètes arrêtés sous l'accusation de sédition après l'introduction de la loi de mobilisation générale de l'État, parce que des censeurs du gouvernement ont choisi d'interpréter quelques-uns de ses poèmes surréalistes de façon critique. Durant la Seconde Guerre mondiale, il se retire dans la préfecture de Chiba avec sa bibliothèque de plus de 3 000 volumes et retourne plus tard dans sa ville natale d'Ojiya dans la préfecture de Niigata.

## L'après guerre
Nishiwaki réside à Kamakura dans la préfecture de Kanagawa durant la guerre du pacifique de 1942 à 1944. Après la guerre, en 1947, il publie une autre grande anthologie intitulée Tabibito kaerazu (« Aucun voyageur ne revient »). Nishiwaki consacre aussi son temps à la traduction et publie une version en japonais de La Terre vaine de T. S. Eliot, reçue avec beaucoup de critiques élogieuses. Il fait suivre cette traduction d'un autre recueil de ses propres vers en 1953, intitulé Kindai no gūwa (« Fables modernes »). Tout en composant de la poésie et des traductions, Nishiwaki continue d'enseigner à l'Université Keiō jusqu'à sa retraite en 1962.
Nishiwaka est lauréat du prestigieux prix Yomiuri en 1961. En 1962, il est nommé membre de l'Académie japonaise des arts et invité en Europe à l'invitation de la société Alitalia et de l'institut italien pour le Moyen-Orient. En septembre 1967, il visite Montréal au Canada et prend la parole lors de la Conférence mondiale de la poésie. En 1971, il est désigné personne de mérite culturel par le gouvernement japonais. Nishiwaki est élu membre étranger honoraire de l'Académie américaine des arts et des sciences en 1974. Son nom est avancé pour le prix Nobel de littérature en 1958, 1960, 1961 et 1962.
Junzaburō Nishiwaki meurt d'une crise cardiaque à l'âge de 88 ans dans sa ville natale de Niigata. Sa tombe se trouve au Zōjō-ji dans le quartier de Shiba de l'arrondissement Minato-ku de Tokyo.

## Source de la traduction
- (en) Cet article est partiellement ou en totalité issu de l’article de Wikipédia en anglais intitulé « Junzaburō Nishiwaki » (voir la liste des auteurs).